# هلفيلة شبه مستورة
هلفيلة شبه مستورة (الاسم العلمي:Helvella semiobruta) هي نوع من الفطريات تتبع جنس الهلفيلة من الفصيلة الهلفيلية.